# Stachys fruticulosa
Stachys fruticulosa là một loài thực vật có hoa trong họ Hoa môi. Loài này được M.Bieb. miêu tả khoa học đầu tiên năm 1808.